# Giusto Catania
Giusto Catania (Palermo, 10 giugno 1971) è un politico italiano.

## Biografia
Laureato in lettere moderne e dottore di ricerca in pedagogia interculturale presso l'Università degli Studi di Palermo, è stato insegnante di materie letterarie. Dal settembre 2013 è dirigente scolastico presso l'Istituto comprensivo Giuliana Saladino, sito nel quartiere periferico di San Giovanni Apostolo (UPL di Palermo).

### Attività politica
La sua attività politica ha inizio nel 1989, quando si iscrive alla FGCI, l'organizzazione giovanile del Partito Comunista Italiano. Quando quest'ultimo si sfalda, aderisce al Partito della Rifondazione Comunista. Nel 1994 è eletto Coordinatore regionale dei Giovani Comunisti in Sicilia e componente della segreteria regionale di Rifondazione Comunista.
Dal 1996 al 2001 è stato segretario comunale e provinciale del PRC a Palermo, e dal 2001 al 2005 segretario regionale. Nel 1997 è stato inoltre eletto consigliere comunale a Palermo, diventando il capogruppo di Rifondazione Comunista a Palazzo delle Aquile.
Per quasi un anno, nel 2000, è stato membro dell'esecutivo comunale con delega alle attività culturali e alla toponomastica, fino alle dimissioni di Leoluca Orlando, candidato per la coalizione di centro-sinistra alla presidenza della Regione Siciliana nelle elezioni del giugno 2001.
Nel 2004 si candida alle elezioni europee nella circoscrizione isole: i suoi dodicimila voti fanno scattare per Rifondazione Comunista il quinto seggio, che infine gli viene assegnato.
Nel Parlamento di Strasburgo si iscrive al gruppo Sinistra Unitaria Europea/Sinistra Verde Nordica (GUE/NGL), diventando Coordinatore del Gruppo nella Commissione per le libertà civili, la giustizia e gli affari interni. Successivamente è eletto vicepresidente della stessa Commissione parlamentare e presidente della delegazione Unione Europea-Cile. È stato componente dell'Assemblea Parlamentare EuroLat (Europa - America Latina), costruendo relazioni internazionali nel Sud America con i presidenti Evo Morales, Hugo Chávez e Michelle Bachelet.
Viene nominato componente della commissione speciale dell'Europarlamento sui voli della CIA e sulle extraordinary rendition.
Nelle vesti di eurodeputato ha visitato numerosi centri di detenzione per migranti in Europa e ha denunciato la presenza di veri e propri lager in Libia. Inoltre, nel Parlamento europeo è stata approvata una sua relazione anti-proibizionista sulle droghe leggere.
È stato autore di diverse relazioni parlamentari, la più importante è certamente la risoluzione sulla "Situazione dei diritti fondamentali nell'Unione Europea 2004 - 2008", un testo che è diventato riferimento giuridico e politico per l'Unione Europea.
Nel 2007 partecipa alle primarie dell'Unione per scegliere il candidato sindaco di Palermo del centrosinistra: la sfida elettorale, che si svolse il 4 febbraio, lo vide ottenere il 8,1% dei consensi contro il 19,6% di Alessandra Siragusa ed il 72,3% di Leoluca Orlando.
Nel giugno del 2007 viene nuovamente eletto segretario provinciale del PRC, sostituendo il dimissionario Marco Assennato, restando in carica fino all'agosto del 2008. Nel marzo 2009 viene nominato dalla Direzione Nazionale di Rifondazione Comunista commissario della Federazione di Napoli incarico che ricoprirà fino a dicembre dello stesso anno.
Nel 2009 è finalista del premio MEP-AWARD, miglior parlamentare europeo per la sezione riguardante i diritti civili e la giustizia, indetto da European Magazine con la collaborazione di numerose associazioni europee.
Sempre nel 2009 si candida con la "lista anticapitalista" PRC-PdCI alle elezioni europee nelle circoscrizioni Isole e Sud, non venendo rieletto ma totalizzando 17.000 voti di preferenza personali.
È autore nel 2009 del saggio Mondo bastardo, Meticci e globalizzati quale società stiamo costruendo per :duepunti edizioni, con la prefazione di Stefano Rodotà, in cui si analizzano le politiche europee su immigrazione e terrorismo e in cui si avanza l'ipotesi di costruzione di una società meticcia per combattere la sfida contro la teoria della guerra di civiltà. Mondo bastardo, nell'ottobre 2010, ha vinto il premio letterario Francesco Alziator - Città di Cagliari per la sezione dedicata alla saggistica.
Nel maggio del 2012, in seguito all'elezione di Leoluca Orlando, ritorna nella giunta comunale di Palermo ricoprendo il ruolo di assessore con deleghe in materia di partecipazione, decentramento, servizi anagrafici e migrazioni. Nel maggio 2014, a seguito del rimpasto della giunta operato dal sindaco Orlando, alle precedenti deleghe viene aggiunta la delega alla mobilità urbana. Caratterizza il suo mandato con il più importante piano di pedonalizzazione del centro storico di Palermo. Nel 2014 pubblica A lezione di antirazzismo. Elogio della scuola indisciplinata, interculturale e di frontiera, con la casa editrice Istituto Poligrafico Europeo.
Nel 2017 è artefice della costruzione della lista Sinistra Comune alle elezioni comunali: un esperimento riuscito di riunificazione della sinistra palermitana che ottiene 16.555 voti (6,9%) che consentono l'elezione di quattro consiglieri comunali, tra i quali lo stesso Giusto Catania che risulta essere il più votato della lista con 1.602 preferenze personali. Il 2 marzo 2019 è nominato per la terza volta assessore comunale di Palermo dal sindaco Leoluca Orlando, con delega all'ambiente e mobilità.
Alle elezioni comunali del 2022 è nuovamente candidato al Consiglio e nuovamente artefice della costruzione della lista "Sinistra Civica Ecologista" a supporto del candidato sindaco del centro-sinistra Franco Miceli. La lista non raggiunge la soglia di sbarramento del 5% e Giusto Catania rimane fuori dal Consiglio comunale.
A luglio 2024 viene nominato preside del Liceo classico Umberto I di Palermo, che viene però revocata dopo sole 72 ore. Da più parti vengono indicate come possibili cause della revoca le pressioni politiche da parte del movimento di estrema destra Azione Studentesca e di parlamentari di Fratelli d'Italia, che avrebbero ritenuto le posizioni politiche di Giusto Catania "troppo di sinistra".